# Tommaso Acciaiuoli
Tommaso Acciaiuoli, conegut per Mannino fou fill de Niccola Acciaiuoli de Florència. Conseller de la comuna de Florència el 1278, diputat a la resolució de controversies entre l'ordre dels humiliats i Florència el 1278, prior de la llibertat el 1285, el 1288 i el 1295; va fer la guerra als gibel·lins d'Arezzo el 1290, fou camerlenc diputat per la recuperació dels drets de la comuna de Florència el 1295, gonfalonier de la República el 1298, i oficial encarregat de la restauració de vies públiques el 1299. Fou el pare de Donato Acciaiuoli, avi de Neri I Acciaiuoli.